# Pseudotropheus ater
Espèce
Statut de conservation UICN

 VU D2 : Vulnérable
Pseudotropheus ater est une espèce de poisson de la famille des cichlidae et de l'ordre des Cichliformes. Cette espèce comme son genre Pseudotropheus est originaire et endémique du lac Malawi en Afrique. L'espèce semble se rencontrer uniquement autour des deux îles de Chinyamwezi et Chinyankwazi,. Elle se nourrit notamment d'algues et de planctons.